# Sphaerodactylus cochranae
Sphaerodactylus cochranae este o specie de șopârle din genul Sphaerodactylus, familia Gekkonidae, descrisă de Ruibal 1946. Conform Catalogue of Life specia Sphaerodactylus cochranae nu are subspecii cunoscute.